# Matteo Marsaglia
Matteo Marsaglia nació el 5 de octubre de 1985 en Roma (Italia), es un esquiador que tiene 1 victoria en la Copa del Mundo de Esquí Alpino (con un total de 2 podiums).

## Resultados

### Campeonatos Mundiales
- 2011 en Garmisch-Partenkirchen, Alemania
  - Super Gigante: 15.º
- 2013 en Schladming, Austria
  - Super Gigante: 11.º
  - Combinada: 28.º
- 2015 en Vail/Beaver Creek, Estados Unidos
  - Super Gigante: 14.º
  - Descenso: 28.º
  - Combinada: 32.º

### Copa del Mundo

#### Clasificación general Copa del Mundo
- 2007-2008: 126.º
- 2010-2011: 63.º
- 2011-2012: 46.º
- 2012-2013: 27.º
- 2013-2014: 83.º
- 2014-2015: 53.º

#### Clasificación por disciplinas (Top-10)
- 2012-2013:
  - Super Gigante: 2.º

#### Victorias en la Copa del Mundo (1)

##### Super Gigante (1)
| Fecha                  | Lugar        |
| ---------------------- | ------------ |
| 1 de diciembre de 2012 | Beaver Creek |